# 3362 Khufu
3362 Khufu este un asteroid din grupul Aten, descoperit pe 30 august 1984 de Scott Dunbar și Maria Barucci, la Observatorul Palomar din Comitatul San Diego, California.

## Caracteristici

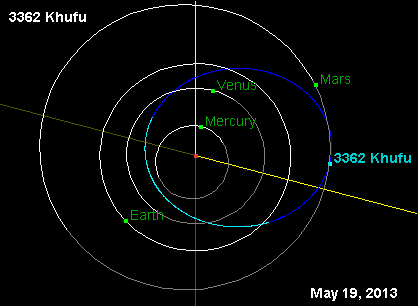
Diagrama orbitei asteroidului Khufu, cu localizarea obiectului la 19 mai 2013

Asteroidul are un diametru mediu de 0,7 km. Prezintă o orbită caracterizată de o semiaxă majoră egală cu 0,9894148 u.a. și de o excentricitate de 0,4685619, înclinată cu 9,91860° față de ecliptică.
Khufu traversează orbitele planetelor Marte, Pământ și Venus și se apropie foarte mult de planeta Mercur. Între anii 1900 și 2100 s-a apropiat sau se va apropia la mai puțin de 30.000.000 de kilometri (0,2 u.a.) de Mercur (de 26 de ori), de Venus (de 27 de ori), de Terra (de 20 de ori) și de Marte (de 11 ori).

## Denumire
Asteroidul a primit numele faraonului egiptean Khufu, cunoscut și sub numele de Cheops.